# معتمد دیوان کواری
میرزا حسین خان معتمد دیوان کواری کلانتر کوار در دوران قاجار و از سران انقلاب مشروطه ایران در فارس بود. او که از مخالفان خاندان قوام شیرازی بود، دستور قتل محمدرضا خان قوام‌الملک را داد و سرانجام توسط نیروهای حبیب‌الله خان قوام‌الملک کشته شد.

## زندگی
معتمد دیوان کواری در در سال ۱۲۷۵ قمری در کوار فارس به دنیا آمد. پدرش غلامرضا خان، کلانتر کوار در زمان ناصرالدین شاه قاجار و از نوادگان ملا ماندگار و مادرش از سادات حمزوی شیراز بود. او در کودکی به شیراز رفته و در آنجا به تحصیل علمیه و کمالات رسمیه پرداخت و در خوش‌نویسی نستعلیق به کمال رسید. و چون به سنین جوانی رسید، به نویسندگی محمدرضا خان قوام‌الملک، نایب‌الحکومه فارس درآمد. و در آنجا به سبب لیاقت‌های فراوان به مراتبش افزوده شد، و پیشکار قوام در فارس شد.
او به دلیل بذل و بخشش فراوان مورد توجه مردم و بازاریان قرار گرفته شد. مدت‌ها پیش از انقلاب مشروطیت مبارزات خود علیه خاندان قوام را شروع کرد. و از کواری‌ها در جریان مشروطیت به تهران رفت و از آنجا انقلاب را به شیراز و فارس بسط داد و سید عبدالحسین لاری را به شیراز دعوت کرد. بدین ترتیب مبارزات مسلحانه او در جریان انقلاب مشروطیت آغاز شد. او با کمک دیگر مشروطه‌خواهان، فارس را به عنوان یکی از کانون‌های مهم مشروطیت تبدیل کرد و به عنوان مهم‌ترین رهبر مشروطیت فارس شناخته شد. در این میانه به دستور او محمدرضا خان قوام‌الملک در خانه‌اش کشته شد. بعدها به خواست مشروطه‌خواهان از طرف شاه به عنوان ابواب جمعی فارس، بیگلربیگی و ایلخانی ایلات خمسه جنوب ایران منسوب شد. متعمد دیوان عاقبت در سال ۱۳۲۶ قمری توسط خوانین عرب خمسه در باغ لردی در نزدیکی سیدان مرودشت به قتل رسید و جسدش را در امام زاده حمزه شیراز دفن کردند.

### سالشمار فعالیتهای مبارزاتی
- ۱۳۰۲ ه‍.ق = شروع مبارزات ضد حاکمیت قوام در فارس، در نتیجه اموالش توسط صاحبدیوان والی فارس مصادره و زندانی می‌شود.[۱۰]
- ۱۳۰۳ ه‍.ق = دستور آزادی و رد اموال وی توسط ناصرالدین شاه به والی فارس صادر می‌شود.[۱۰]
- ۱۳۰۸ ه‍.ق = در باغ دلگشای شیراز، توسط تجار فارس به ریاست تجار فارس انتخاب می‌شود.[۱۰]
- ۱۳۱۰ ه‍.ق = ایلات خمسه را علیه قوام تهیج می‌کند و به همین اتهام دستگیر می‌شود.[۱۰]
- ۱۳۱۶ ه‍.ق = توسط ولیعهد قاجار به معتمد دیوان ملقب می‌شود.[۱۰]
- ۱۳۱۸ ه‍.ق = تحریک تجار فارس و اعتصاب آن‌ها در سر پیچی از دولت و دستگیری و اعزام او به تهران.
- ۱۳۱۹ ه‍.ق = آشنایی با مشروطه خواهان در تهران و بسط آن به شیراز.[۵]
- ۱۳۲۰ ه‍.ق = اغتشاش و هرج ومرج طایفه بورکی در شیراز و اطراف آن.[۱۰]
- ۱۳۲۰ ه‍.ق = واگذاری ابواب جمعی قوام الملک از لارستان تا داراب و ایلات خمسه به معتمد دیوان و نصرالدوله از طرف آصف الدوله والی فارس.
- ۱۳۲۰ ه‍.ق = ترور نا فرجام معتمد دیوان در لارستان.[۱۰]
- ۱۳۲۱ ه‍.ق = دومین ترور نا فرجام معتمد دیوان در شیراز.[۱۰]
- ۱۳۲۱ ه‍.ق = علاالدوله برای دوری معتمد دیوان از شیراز او را به حاکمیت بهبهان منصوب می‌کند.[۱۰]
- ۱۳۲۱ ه‍.ق = رفتن معتمد دیوان به کوار در میان طایفه خود و تحریک طایفه در حمایت از مشروطه خواهان.
- ۱۳۲۳ ه‍.ق = نامه عده‌ای از شاهزادگان و سلطنت طلبان شیراز به نخست‌وزیر، مبنی بر اینکه :سبب تمام ضرر و خسارات و بدعت‌های فارس معتمد دیوان کواری می‌باشد.
- ۱۳۲۳ ه‍.ق = به گروگان گرفتن شاهزاده جماالدین میرزا توسط طایفه بورکی در حمایت از مشروطه و معتمد دیوان.
- ۱۳۲۳ ه‍.ق = تأسیس انجمن اسلامی شیراز در حمایت از مشروطه توسط معتمد دیوان، سید محمد باقر اصطهباناتی و سید احمد مبین السلام دشتکی.
- ۱۳۲۴ ه‍.ق = رسیدگی به اوضاع طلاب دینی فارس و دادن روزانه یک قران به تمام طلاب و سه قران به طلاب مشروطه طلب.
- ۱۳۲۵ ه‍.ق = دعوت از آیت اله سید عبدالحسین لاری و تأمین هزینه‌های او و همراهانش به شیراز در حمایت از مشروطه خواهان توسط معتمد دیوان.
- ۱۳۲۵ ه‍.ق = تسخیر مسجد جامع شیراز و گرفتن آن مسجد از امام جمعه طرفدار قوام شیراز و واگذاری آن به آیت اله لاری.[۵][۸]
- ۱۳۲۵ ه‍.ق = جنگ تمام عیار در شیراز بر سر تسخیر تلگراف خانه بین پنج هزار تفنگچی معتمد دیوان و قوای حکومتی فارس و قوام و گسترش قیام به تمام ایالت فارس.[۸]
- ۱۳۲۵ ه‍.ق = این تلگراف در مجلس شورای ملی توسط رئیس مجلس خوانده می‌شود: روز شنبه ششم ذی الحجه، همه با هم آشتی کردند، سالار سلطان نصرالدوله و معتمد دیوان و سید عبدالحسین در خانه حاج علی آقا ذوالریاستین، با حضور علما و سران انجمن اسلامی و ملت فارس از روی دل وجان در پیشرفت مشروطیت دست به دست هم داده‌اند…[۸]
- ۱۳۲۶ ه‍.ق = قتل قوام الملک، نایب الحکومه فارس توسط نعمت اله بروجردی، کالسکه چی معتمد دیوان به دستور او.[۸]
- ۱۳۲۶ ه‍.ق = شلیک سید احمد مبین السلام از نزدیکان معتمد دیوان به سالار سلطان و دستور احضار معتمد دیوان به تهران توسط شاه قاجار.[۸]
- ۱۳۲۶ ه‍.ق = انتخاب ظل السلطان شاهزاده مشروطه خواه به عنوان والی جدید فارس و آزاد شدن معتمد دیوان.[۸]
- ۱۳۲۶ ه‍.ق = صلح موقت بین فرزندان قوام و معتمد دیوان و آرام شدن اوضاع نسبی فارس با وساطت ظل السلطان.[۸]
- ۱۳۲۶ ه‍.ق = اعطای مقام بیگلربیگی و ایلخانی ایلات خمسه فارس به معتمد دیوان توسط شاهزاده ظل السلطان به خواست مشروطه خواهان.
- ۱۳۲۶ ه‍.ق = قتل معتمد دیوان توسط آقامحمد بیگ بهارلو از عوامل قوام در تخت جمشید و انتقال جسد وی به شیراز و دفن در امامزاده علی بن حمزه.[۵]

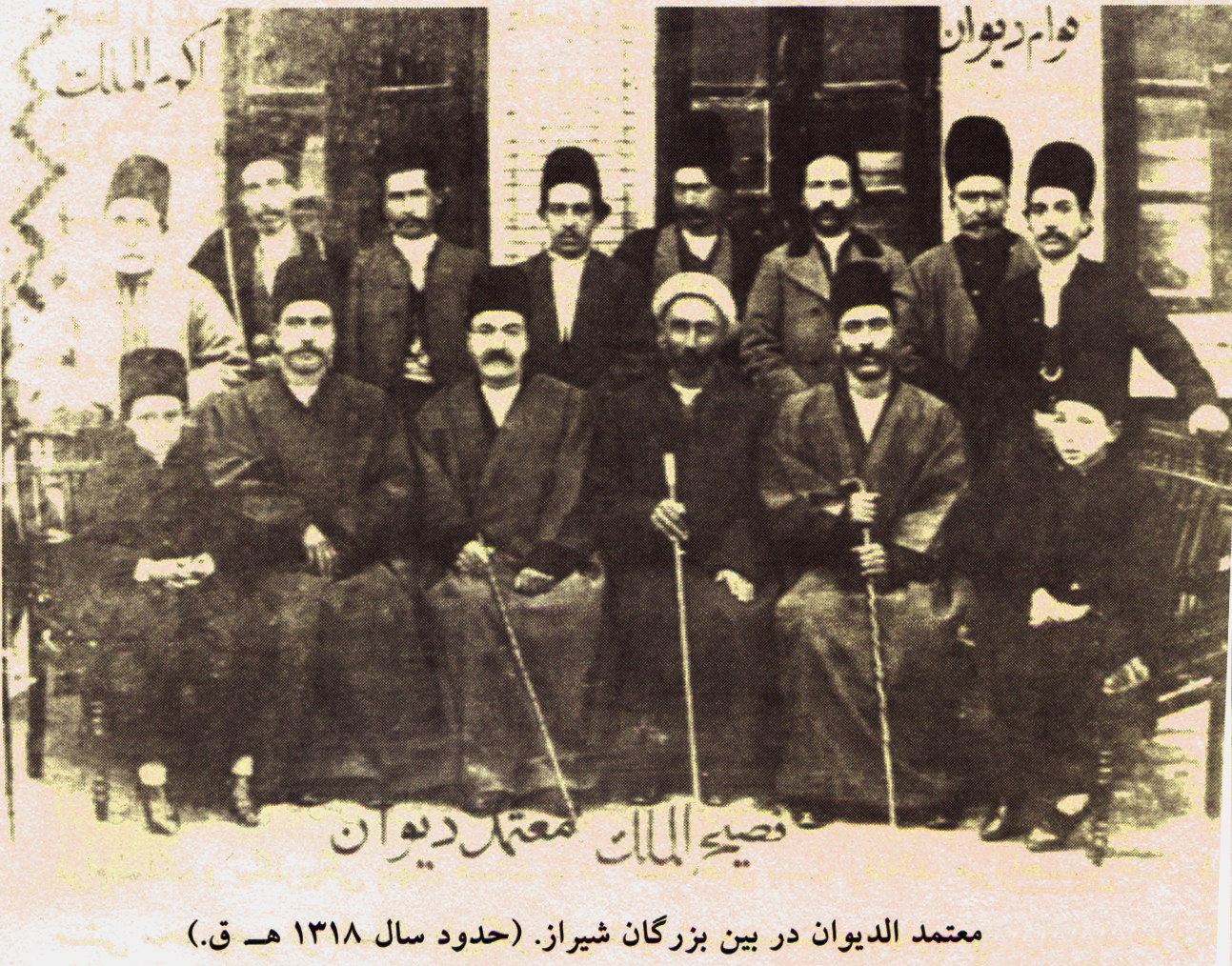
معتمد دیوان بین بزرگان شیراز